# Knud Degn
Knud Oluf Jessen Degn (Esbønderup, 11 de maio de 1880 — Copenhague, 16 de maio de 1965) foi um velejador dinamarquês, medalhista olímpico. Ele competiu nos Jogos Olímpicos de Verão de 1924 na classe 6 Metre e conquistou a medalha de prata na disputa a bordo do Bonzo com Vilhelm Vett e Christian Nielsen. Na luta pelo segundo lugar, barcos dinamarqueses e holandeses somaram ambos cinco pontos na última parte da competição.